# ده‌نو (خنداب)
ده‌نو روستایی در دهستان خنداب بخش مرکزی شهرستان خنداب استان مرکزی ایران است.

## جمعیت
بر پایه سرشماری عمومی نفوس و مسکن در سال ۱۳۹۵ جمعیت این روستا ۱٬۳۳۴ نفر (۲۰۵خانوار) بوده‌است.